# Marie Sasko-Výmarsko-Eisenašská
Marie Sasko-Výmarsko-Eisenašská (3. února 1808 Výmar – 18. ledna 1877 Berlín) byla rodem princezna pruská a sňatkem i princezna sasko-výmarsko-eisenašská.

## Život

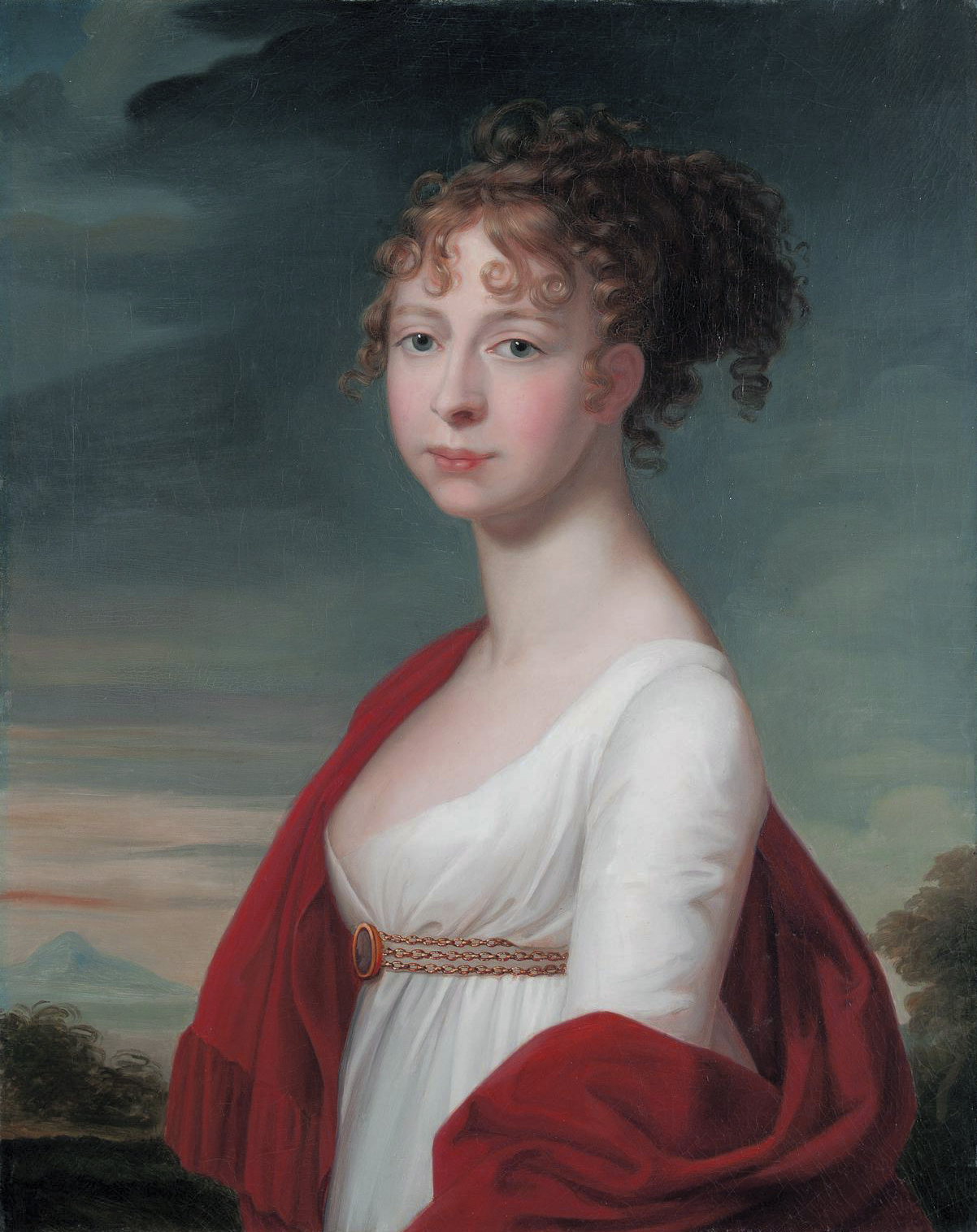
Mariina matka Marie Pavlovna

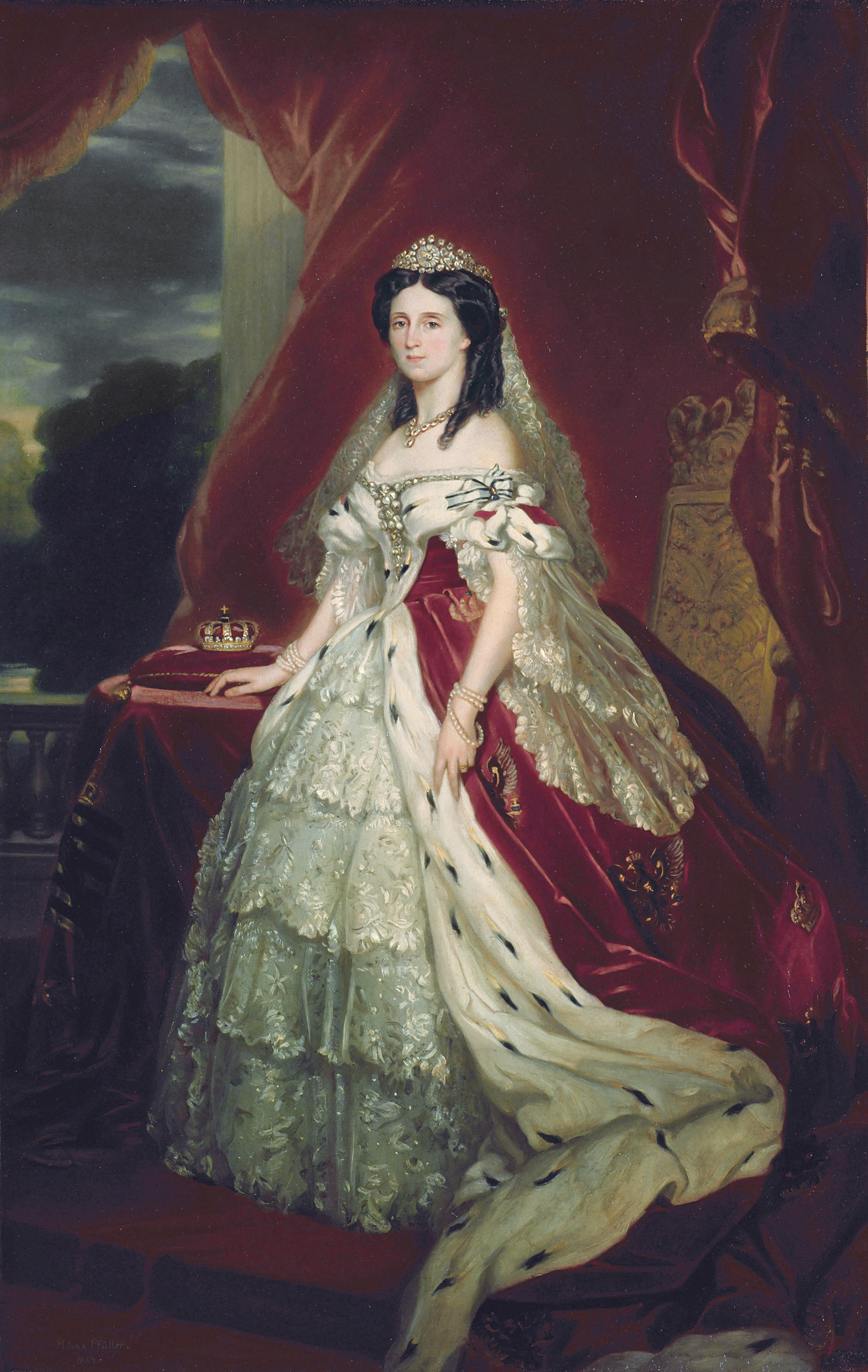
Mariina mladší sestra Augusta Sasko-Výmarská

### Rodina a dětství

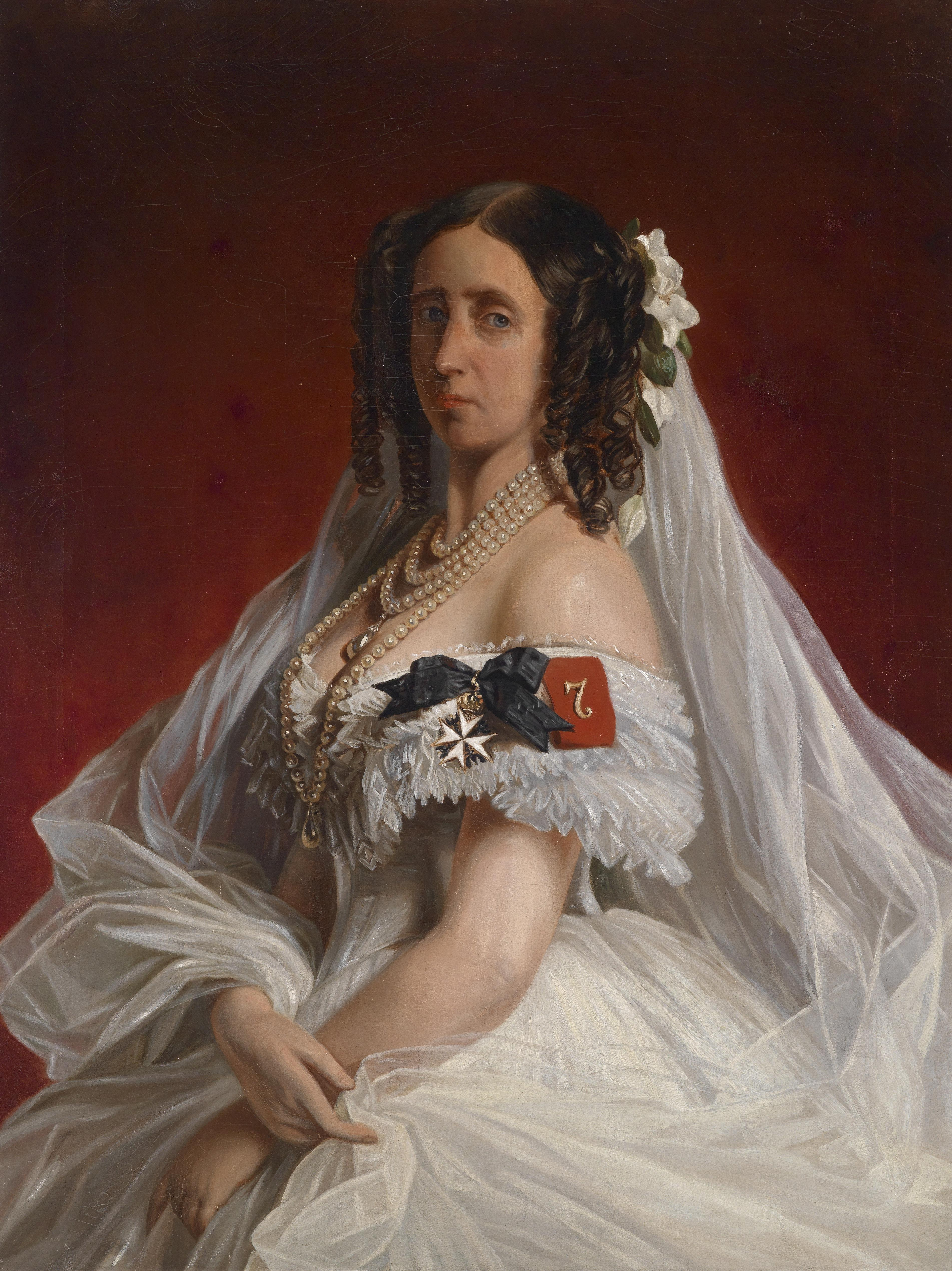
Portrét Marie

Marie se narodila 3. února 1808 se Výmaru do rodiny Karla Fridricha a jeho manželky Marie Pavlovny. Jejími prarodiči z matčiny strany byli tedy Pavel I. Ruský a jeho manželka Žofie Dorota Württemberská, z otcovy strany pak Karel August Sasko-Výmarsko-Eisenašský a Luisa Hesensko-Darmstadtská. Mariin otec byl charakteristický svojí uzavřenou povahou a také svojí láskou ke knihám a básním. Naopak její matka byla podle Johanna Wolfganga von Goethe jednou z nejvýznamnějších žen své doby. Marie, společně se sestrou Augustou, budoucí císařovnou, získaly komplexní vzdělání, zaměřené především na dvorní etiketu. Obě též měli lekce malování od dvorního malíře Louise Seidlera a lekce hudební výchovy od kapelníka Johanna Nepomuka Hummela. Obě sestry i s bratrem Karlem Alexandrem vyrůstali na dvoře ve Výmaru, jenž byl považován za jeden z nejvíce liberální v Německu. Dvůr byl velice oblíbený i díky přispění Mariiny prababičky Anny Amálie, která podporovala umění.

### Sňatek
Když bylo Marii šestnáct let, roku 1824, poprvé se setkala se svým budoucím manželem Karlem Pruským. Stalo se tak ve Frankfurtu nad Mohanem. Karel byl třetím synem Fridricha Viléma III. Pruského a jeho manželky Luisy Meklenbursko-Střelické. Rodina nejdříve cestovala do Ruska, kde se měly obě sestry seznámil s Mikulášem a jeho manželkou Šarlotou Pruskou. Poté spěchali do Frankfurtu, aby přivítali Karla, který se dostavil i se svým bratrem Vilémem I. Ten byl v té době bláznivě zamilovaný do Elizy Radziwiłłovny.
Králi Fridrichu Vilému III. se zalíbil nápad na sňatek Marie a syna Karla a hned kontaktoval dvory ve Výmaru a Petrohradu. Odpovědi z obou stran přišly brzy: obě s kladným výsledkem. Avšak později začala Šarlota Pruská, která byla tehdy u moci, prosazovat návrh, aby si starší dcera Maria vzala staršího Viléma, nikoliv Karla. Sám Vilém se taktéž vyjádřil, že Marii má radši než Augustu. Fridrich Vilém III. se ale rozhodl ignorovat jak ruskou královskou rodinu, tak city svých synů. Nakonec tedy byl dojednán sňatek Karla a Marie. Problém ale stále byl s Augustou, která si Viléma chtěla vzít, ten ale miloval Elizu. Marie Pavlovna se snažila o to, aby se se svojí milou Vilém oženil a tak, kvůli morganatického sňatku, vypadl z následnictví, čímž by zajistila starší dceři Marii post císařovny. To se ale nakonec nepodařilo s Vilém se pod nátlakem otce oženil s Augustou, mladší sestrou Marie. Celé jednání o sňatcích trvalo přes dva roky a skončilo sňatkem Marie a Karla dne 26. května 1827. Eliza Radziwiłłovna zemřela roku 1834 na tuberkulózu. Svatba proběhla v Charlottenburgu. O deset měsíců později se narodil první Mariin potomek: Fridrich Karel Pruský. Samotné manželství Mariiny sestry Augusty a Karlova bratra Viléma nebylo šťastné.

### Pozdější léta
Karel, jakožto mladší sourozenec bratra Viléma, musel být přítomen u dvora. Po sňatku Viléma a Augusty spolu ale páry začaly soupeřit; Marie a Augusta ve špercích a parukách, Karel a Vilém na lovech a v šermu. Především Karel byl známý svojí nenávistí k ostatním šlechticům ze dvora, kteří na něj pohlíželi jako na člověka s nižším postavením. Roku 1829 se pár i se svým synem a novorozenou dcerou přestěhoval do Wilhelmplatz, berlínské rezidence.
Dne 7. prosince 1865 jmenoval Vilém Marii Sasko-Výmarsko-Eisenašskou královskou plukovnicí 1. vestfálského pěšího pluku. Stalo se tak následkem úspěchů Marie během Dánsko-německé války.
Marie Sasko-Výmarsko-Eisenašská zemřela ve věku osmašedesáti let 18. ledna 1877 v Berlíně. Její manžel Karel ji přežil ještě o několik let a nechal jí vystavět hrobku pod kostelem sv. Petra a Pavla nedaleko jezera Wannsee. V lednu 1883 zde byl pohřben vedle ní.

## Potomci
Z manželství Karla a Marie vzešly tři děti:
- 1. Fridrich Karel Pruský (20. 3. 1828 Berlín – 15. 6. 1885 tamtéž), manž. 1854 Marie Anna Anhaltsko-Desavská (14. 9. 1837 Dessau – 12. 5. 1906 Friedrichroda)[1]
- 2. Luisa Pruská (1. 3. 1829 Berlín – 10. 5. 1901 Frankfurt nad Mohanem), manž. 1854 (rozv. 1861) Alexis Hesensko-Philippsthalsko-Barchfeldský (13. 9. 1829 Steinfurt – 16. 8. 1905 Herleshausen)[2]
- 3. Anna Pruská (17. 5. 1836 Berlín – 12. 6. 1918 Frankfurt nad Mohanem), manž. 1853 Fridrich Vilém Hesensko-Kasselský (26. 11. 1820 Kassel – 14. 10. 1884 Frankfurt nad Mohanem)[2]

## Vývod z předků
|                                 |                                             |  |                                      |                                       |  |  |  |  |  |  |  | Arnošt August I. Sasko-Výmarsko-Eisenašský |
|                                 |                                             |  |                                      |                                       |  |  |  |  |  |  |  |                                            |
|                                 | Arnošt August II. Sasko-Výmarsko-Eisenašský |  |                                      |                                       |  |  |  |  |  |  |  |                                            |
|                                 |                                             |  |                                      |                                       |  |  |  |  |  |  |  |                                            |
|                                 |                                             |  |                                      | Žofie Šarlota Braniborsko-Bayreuthská |  |  |  |  |  |  |  |                                            |
|                                 |                                             |  |                                      |                                       |  |  |  |  |  |  |  |                                            |
|                                 | Karel August Sasko-Výmarsko-Eisenašský      |  |                                      |                                       |  |  |  |  |  |  |  |                                            |
|                                 |                                             |  |                                      |                                       |  |  |  |  |  |  |  |                                            |
|                                 |                                             |  |                                      | Karel I. Brunšvicko-Wolfenbüttelský   |  |  |  |  |  |  |  |                                            |
|                                 |                                             |  |                                      |                                       |  |  |  |  |  |  |  |                                            |
|                                 | Anna Amálie Brunšvicko-Wolfenbüttelská      |  |                                      |                                       |  |  |  |  |  |  |  |                                            |
|                                 |                                             |  |                                      |                                       |  |  |  |  |  |  |  |                                            |
|                                 |                                             |  |                                      | Filipína Šarlota Pruská               |  |  |  |  |  |  |  |                                            |
|                                 |                                             |  |                                      |                                       |  |  |  |  |  |  |  |                                            |
|                                 | Karel Fridrich Sasko-Výmarsko-Eisenašský    |  |                                      |                                       |  |  |  |  |  |  |  |                                            |
|                                 |                                             |  |                                      |                                       |  |  |  |  |  |  |  |                                            |
|                                 |                                             |  |                                      | Ludvík VIII. Hesensko-Darmstadtský    |  |  |  |  |  |  |  |                                            |
|                                 |                                             |  |                                      |                                       |  |  |  |  |  |  |  |                                            |
|                                 | Ludvík IX. Hesensko-Darmstadtský            |  |                                      |                                       |  |  |  |  |  |  |  |                                            |
|                                 |                                             |  |                                      |                                       |  |  |  |  |  |  |  |                                            |
|                                 |                                             |  |                                      | Šarlota z Hannau-Lichtenbergu         |  |  |  |  |  |  |  |                                            |
|                                 |                                             |  |                                      |                                       |  |  |  |  |  |  |  |                                            |
|                                 | Luisa Hesensko-Darmstadtská                 |  |                                      |                                       |  |  |  |  |  |  |  |                                            |
|                                 |                                             |  |                                      |                                       |  |  |  |  |  |  |  |                                            |
|                                 |                                             |  |                                      | Kristián III. Falcko-Zweibrückenský   |  |  |  |  |  |  |  |                                            |
|                                 |                                             |  |                                      |                                       |  |  |  |  |  |  |  |                                            |
|                                 | Karolína Falcko-Zweibrückenská              |  |                                      |                                       |  |  |  |  |  |  |  |                                            |
|                                 |                                             |  |                                      |                                       |  |  |  |  |  |  |  |                                            |
|                                 |                                             |  |                                      | Karolína Nasavsko-Saarbrückenská      |  |  |  |  |  |  |  |                                            |
|                                 |                                             |  |                                      |                                       |  |  |  |  |  |  |  |                                            |
| Marie Sasko-Výmarsko-Eisenašská |                                             |  |                                      |                                       |  |  |  |  |  |  |  |                                            |
|                                 |                                             |  |                                      |                                       |  |  |  |  |  |  |  |                                            |
|                                 |                                             |  | Karel Fridrich Holštýnsko-Gottorpský |                                       |  |  |  |  |  |  |  |                                            |
|                                 |                                             |  |                                      |                                       |  |  |  |  |  |  |  |                                            |
|                                 | Petr III. Ruský                             |  |                                      |                                       |  |  |  |  |  |  |  |                                            |
|                                 |                                             |  |                                      |                                       |  |  |  |  |  |  |  |                                            |
|                                 |                                             |  |                                      | Anna Petrovna                         |  |  |  |  |  |  |  |                                            |
|                                 |                                             |  |                                      |                                       |  |  |  |  |  |  |  |                                            |
|                                 | Pavel I. Ruský                              |  |                                      |                                       |  |  |  |  |  |  |  |                                            |
|                                 |                                             |  |                                      |                                       |  |  |  |  |  |  |  |                                            |
|                                 |                                             |  |                                      | Kristián August Anhaltsko-Zerbstský   |  |  |  |  |  |  |  |                                            |
|                                 |                                             |  |                                      |                                       |  |  |  |  |  |  |  |                                            |
|                                 | Kateřina II. Veliká                         |  |                                      |                                       |  |  |  |  |  |  |  |                                            |
|                                 |                                             |  |                                      |                                       |  |  |  |  |  |  |  |                                            |
|                                 |                                             |  |                                      | Johana Alžběta Holštýnsko-Gottorpská  |  |  |  |  |  |  |  |                                            |
|                                 |                                             |  |                                      |                                       |  |  |  |  |  |  |  |                                            |
|                                 | Marie Pavlovna Romanovová                   |  |                                      |                                       |  |  |  |  |  |  |  |                                            |
|                                 |                                             |  |                                      |                                       |  |  |  |  |  |  |  |                                            |
|                                 |                                             |  |                                      | Karel Alexandr Württemberský          |  |  |  |  |  |  |  |                                            |
|                                 |                                             |  |                                      |                                       |  |  |  |  |  |  |  |                                            |
|                                 | Fridrich II. Evžen Württemberský            |  |                                      |                                       |  |  |  |  |  |  |  |                                            |
|                                 |                                             |  |                                      |                                       |  |  |  |  |  |  |  |                                            |
|                                 |                                             |  |                                      | Marie Augusta Thurn-Taxis             |  |  |  |  |  |  |  |                                            |
|                                 |                                             |  |                                      |                                       |  |  |  |  |  |  |  |                                            |
|                                 | Žofie Dorota Württemberská                  |  |                                      |                                       |  |  |  |  |  |  |  |                                            |
|                                 |                                             |  |                                      |                                       |  |  |  |  |  |  |  |                                            |
|                                 |                                             |  |                                      | Fridrich Vilém Braniborsko-Schwedtský |  |  |  |  |  |  |  |                                            |
|                                 |                                             |  |                                      |                                       |  |  |  |  |  |  |  |                                            |
|                                 | Bedřiška Braniborsko-Schwedtská             |  |                                      |                                       |  |  |  |  |  |  |  |                                            |
|                                 |                                             |  |                                      |                                       |  |  |  |  |  |  |  |                                            |
|                                 |                                             |  |                                      | Žofie Dorota Pruská                   |  |  |  |  |  |  |  |                                            |
|                                 |                                             |  |                                      |                                       |  |  |  |  |  |  |  |                                            |